# Angelo Sormani
Angelo Benedicto Sormani (Jaú, 3 luglio 1939) è un ex calciatore e allenatore di calcio brasiliano naturalizzato italiano, di ruolo attaccante o centrocampista.

## Carriera

### Club

#### Brasile
Giocò dapprima in Brasile con il Santos di Pelé, calciatore che ricopriva la sua medesima posizione, costringendolo quindi ad agire da ala destra.

#### Mantova
Fu successivamente ingaggiato dal Mantova su segnalazione di un cugino del presidente Giuseppe Nuvolari, corrispondente di un quotidiano sportivo italiano, e l'allenatore Edmondo Fabbri, che lo vide in azione durante una tournée del Santos in Europa, si convinse della bontà del giocatore, dando il suo consenso all'acquisizione. Con detto club giocò per due stagioni e, nello stesso periodo, venne soprannominato "il Pelé bianco". Contestualmente ottenne la cittadinanza italiana, grazie alle origini dei suoi nonni (della Garfagnana quelli paterni, di Rovigo quelli materni).

#### Roma e Sampdoria
Fu poi ceduto alla Roma per la cifra record di 500 milioni di lire, 250 in contanti cui si aggiunsero i cartellini dei calciatori Jonsson, Salvori e Schnellinger. Disputò una stagione mediocre, dovuta al fatto che Sormani, piuttosto lento, si trovò a giocare in una squadra dal ritmo altrettanto compassato, in specie a causa di un calciatore con lo stesso difetto, Antonio Angelillo, il quale peraltro lo costrinse a giocare da centravanti anziché da mezzala, acuendone le difficoltà; la Roma vinse tuttavia la Coppa Italia, ma la finale si disputò ad inizio della stagione successiva, quando Sormani era già passato alla Sampdoria. Con i blucerchiati patì i medesimi problemi (questa volta dovuti alla presenza di Lojacono e Da Silva).

#### Milan

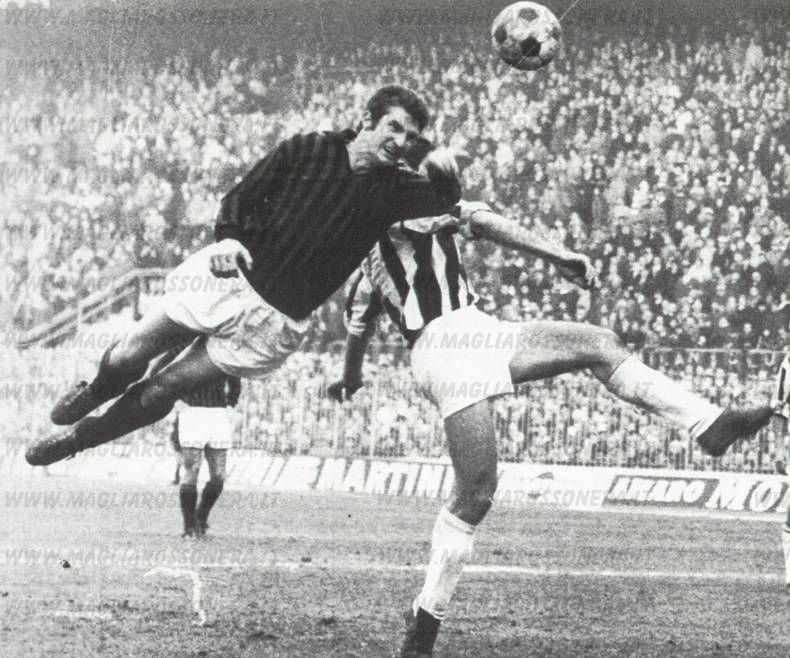
Il gol decisivo di Sormani in Milan-Juventus 2-1 del 19 dicembre 1965.

L'anno successivo passò quindi al Milan. Nereo Rocco fu estimatore della sua duttilità tattica: Sormani era infatti in grado di giocare da centravanti e mezz'ala, distinguendosi per la sua attitudine alla partecipazione alla manovra. Rimase al Milan cinque anni, vincendo in successione una Coppa Italia, uno scudetto, una Coppa delle Coppe, una Coppa dei Campioni ed una Coppa Intercontinentale. Nella finale di Coppa dei Campioni vinta dai rossoneri per 4-1 contro l'Ajax, l'oriundo segnò il terzo gol per i lombardi. Con il Milan disputò complessivamente 180 partite segnando 65 gol.

#### Ultimi anni
Chiuse la carriera di giocatore indossando le maglie di Napoli, Fiorentina e Lanerossi Vicenza. Con quest'ultimo club, al quale giunse per volere del presidente Farina, giocò stabilmente a centrocampo e divenne il principale battitore di punizioni, sfruttando il suo tiro violento.
Il figlio Adolfo è stato anch'egli calciatore ed allenatore.

### Nazionale
In ragione delle sue origini italiane e grazie alla stima che nutriva verso di lui Fabbri, già suo allenatore al Mantova e entrato nel giro della squadra, Sormani venne convocato dalla Nazionale di calcio italiana per i Mondiali del 1962. Il fallimento della squadra in occasione di quel torneo comportò che molti dei giocatori che la formavano, non furono più convocati. Sormani però rimase l'unico oriundo chiamato in Nazionale, fino all'eliminazione dell'Italia dalle qualificazione all'Europeo 1964. La sua ultima apparizione in maglia azzurra è la partita di andata con l'Unione Sovietica, persa 2-0.

## Dopo il ritiro
Sormani intraprese la carriera di allenatore ottenendo buoni risultati, soprattutto alla guida di formazioni giovanili.
Nella primavera del Napoli, coadiuvato da Mario Corso, allenò un giovane Ciro Ferrara.
Dopo aver lavorato alcuni anni per Stream TV, nella stagione 2006/07 è stato uno dei commentatori tecnici per Cartapiù.

## Statistiche

### Presenze e reti nei club italiani
| Stagione          | Squadra           | Campionato        | Campionato | Campionato | Coppe nazionali | Coppe nazionali | Coppe nazionali | Coppe continentali | Coppe continentali | Coppe continentali | Altre coppe | Altre coppe | Altre coppe | Totale | Totale |
| Stagione          | Squadra           | Comp              | Pres       | Reti       | Comp            | Pres            | Reti            | Comp               | Pres               | Reti               | Comp        | Pres        | Reti        | Pres   | Reti   |
| ----------------- | ----------------- | ----------------- | ---------- | ---------- | --------------- | --------------- | --------------- | ------------------ | ------------------ | ------------------ | ----------- | ----------- | ----------- | ------ | ------ |
| 1961-1962         | Mantova           | A                 | 31         | 16         | CI              | 1               | 0               | -                  | -                  | -                  | -           | -           | -           | 32     | 16     |
| 1962-1963         | Mantova           | A                 | 33         | 13         | CI              | 0               | 0               | -                  | -                  | -                  | -           | -           | -           | 33     | 13     |
| Totale Mantova    | Totale Mantova    | Totale Mantova    | 64         | 29         |                 | 1               | 0               |                    | -                  | -                  |             | -           | -           | 65     | 29     |
| 1963-1964         | Roma              | A                 | 25         | 6          | CI              | 2               | 0               | CdF                | 3                  | 1                  | -           | -           | -           | 30     | 7      |
| 1964-1965         | Sampdoria         | A                 | 30         | 2          | CI              | 1               | 1               | -                  | -                  | -                  | -           | -           | -           | 31     | 3      |
| 1965-1966         | Milan             | A                 | 32         | 21         | CI              | 1               | 1               | CdF                | 6                  | 2                  | -           | -           | -           | 39     | 24     |
| 1966-1967         | Milan             | A                 | 18         | 4          | CI              | 3               | 2               | -                  | -                  | -                  | CdA+CM      | 0+2         | 0           | 23     | 6      |
| 1967-1968         | Milan             | A                 | 29         | 11         | CI              | 10              | 3               | CdC                | 9                  | 5                  | -           | -           | -           | 48     | 19     |
| 1968-1969         | Milan             | A                 | 26         | 4          | CI              | 1               | 1               | CC                 | 5                  | 3                  | -           | -           | -           | 32     | 8      |
| 1969-1970         | Milan             | A                 | 29         | 5          | CI              | 3               | 0               | CC                 | 4                  | 1                  | CInt        | 2           | 2           | 38     | 8      |
| Totale Milan      | Totale Milan      | Totale Milan      | 134        | 45         |                 | 18              | 7               |                    | 24                 | 11                 |             | 4           | 2           | 180    | 65     |
| 1970-1971         | Napoli            | A                 | 25         | 5          | CI              | 5               | 4               | -                  | -                  | -                  | -           | -           | -           | 30     | 9      |
| 1971-1972         | Napoli            | A                 | 28         | 2          | CI              | 9               | 2               | CU                 | 2                  | 0                  | -           | -           | -           | 39     | 4      |
| Totale Napoli     | Totale Napoli     | Totale Napoli     | 53         | 7          |                 | 14              | 6               |                    | 2                  | 0                  |             | -           | -           | 69     | 13     |
| 1971-1972         | Fiorentina        | -                 | -          | -          | -               | -               | -               | -                  | -                  | -                  | CM          | 2           | 0           | 2      | 0      |
| 1972-1973         | Fiorentina        | A                 | 9          | 0          | CI              | 4               | 0               | CU                 | 4                  | 1                  | TAI         | 3           | 0           | 20     | 1      |
| Totale Fiorentina | Totale Fiorentina | Totale Fiorentina | 9          | 0          |                 | 4               | 0               |                    | 4                  | 1                  |             | 5           | 0           | 22     | 1      |
| 1973-1974         | L.R. Vicenza      | A                 | 24         | 5          | CI              | 4               | 1               | -                  | -                  | -                  | -           | -           | -           | 28     | 6      |
| 1974-1975         | L.R. Vicenza      | A                 | 22         | 4          | CI              | 4               | 2               | -                  | -                  | -                  | -           | -           | -           | 26     | 6      |
| 1975-1976         | L.R. Vicenza      | B                 | 11         | 3          | CI              | 3               | 0               | -                  | -                  | -                  | -           | -           | -           | 14     | 3      |
| Totale Vicenza    | Totale Vicenza    | Totale Vicenza    | 57         | 12         |                 | 11              | 3               |                    | -                  | -                  |             | -           | -           | 68     | 15     |
| Totale carriera   | Totale carriera   | Totale carriera   | 372        | 101        |                 | 51              | 17              |                    | 33                 | 13                 |             | 9           | 2           | 465    | 133    |

### Cronologia presenze e reti in nazionale
| Cronologia completa delle presenze e delle reti in nazionale ― Italia | Cronologia completa delle presenze e delle reti in nazionale ― Italia | Cronologia completa delle presenze e delle reti in nazionale ― Italia | Cronologia completa delle presenze e delle reti in nazionale ― Italia | Cronologia completa delle presenze e delle reti in nazionale ― Italia | Cronologia completa delle presenze e delle reti in nazionale ― Italia | Cronologia completa delle presenze e delle reti in nazionale ― Italia | Cronologia completa delle presenze e delle reti in nazionale ― Italia |
| Data                                                                  | Città                                                                 | In casa                                                               | Risultato                                                             | Ospiti                                                                | Competizione                                                          | Reti                                                                  | Note                                                                  |
| --------------------------------------------------------------------- | --------------------------------------------------------------------- | --------------------------------------------------------------------- | --------------------------------------------------------------------- | --------------------------------------------------------------------- | --------------------------------------------------------------------- | --------------------------------------------------------------------- | --------------------------------------------------------------------- |
| 7-6-1962                                                              | Santiago del Cile                                                     | Italia                                                                | 3 – 0                                                                 | Svizzera                                                              | Mondiali 1962 - 1º turno                                              | -                                                                     |                                                                       |
| 11-11-1962                                                            | Vienna                                                                | Austria                                                               | 1 – 2                                                                 | Italia                                                                | Amichevole                                                            | -                                                                     |                                                                       |
| 2-12-1962                                                             | Bologna                                                               | Italia                                                                | 6 – 0                                                                 | Turchia                                                               | Qual. Euro 1964                                                       | -                                                                     |                                                                       |
| 27-3-1963                                                             | Istanbul                                                              | Turchia                                                               | 0 – 1                                                                 | Italia                                                                | Qual. Euro 1964                                                       | 1                                                                     |                                                                       |
| 12-5-1963                                                             | Milano                                                                | Italia                                                                | 3 – 0                                                                 | Brasile                                                               | Amichevole                                                            | 1                                                                     | 57’                                                                   |
| 9-6-1963                                                              | Vienna                                                                | Austria                                                               | 0 – 1                                                                 | Italia                                                                | Amichevole                                                            | -                                                                     |                                                                       |
| 13-10-1963                                                            | Mosca                                                                 | Unione Sovietica                                                      | 2 – 0                                                                 | Italia                                                                | Qual. Euro 1964                                                       | -                                                                     |                                                                       |
| Totale                                                                |                                                                       | Presenze                                                              | 7                                                                     |                                                                       | Reti                                                                  | 2                                                                     |                                                                       |

## Palmarès

### Giocatore

#### Club

##### Competizioni nazionali
- Coppa Italia: 1

Milan: 1966-1967
- Campionato italiano: 1

Milan: 1967-1968

##### Competizioni internazionali
- Coppa delle Coppe: 1

Milan: 1967-1968
- Coppa dei Campioni: 1

Milan: 1968-1969
- Coppa Intercontinentale: 1

Milan: 1969